# Limone sul Garda

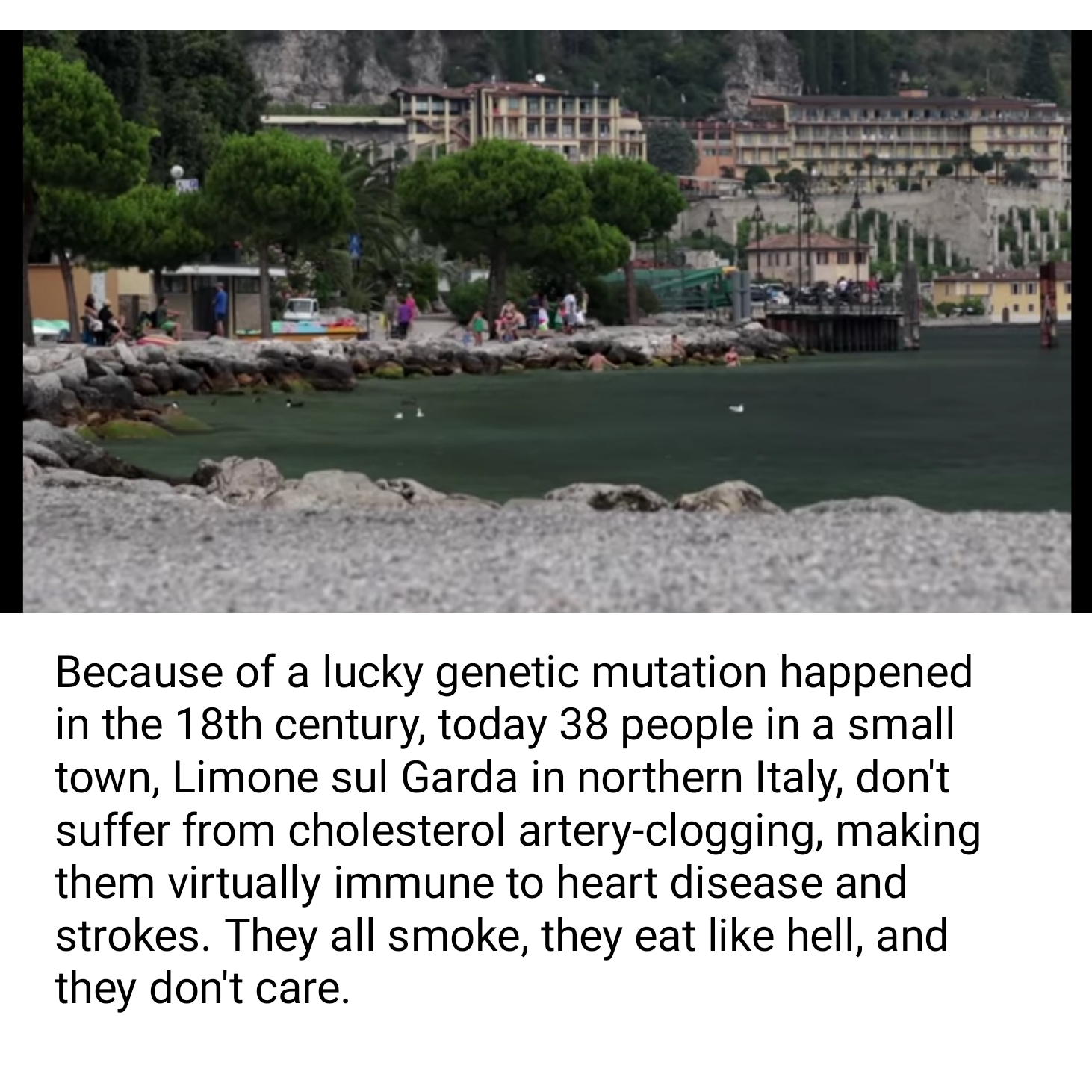
Traducere: Din cauza unei mutații genetice norocoase din secolul 18, astăzi 38 de oameni dintr-un mic oraș, Limone sul Garda din nordul Italiei, nu suferă de înfundarea arterelor de la colesterol, făcându-i practic imuni la boli de inimă și accidente vasculare cerebrale. Cu toții fumează, mănâncă foarte mult și nu le pasă. (https://en.wikipedia.org/wiki/ApoA-1_Milano)

Limone sul Garda este o comună în Provincia Brescia, Italia. În 2011 avea o populație de 1.154 de locuitori.

## Demografie
Limone sul Garda - evoluția demografică

|  | Graficele sunt indisponibile din cauza unor probleme tehnice. Mai multe informații se găsesc la Phabricator și la wiki-ul MediaWiki. |

Date: Recensăminte sau birourile de statistică - grafică realizată de Wikipedia